# Deh Sanjāb
Deh Sanjāb (persiska: ده سنجاب, Seleh Chīn-e Soflá) är en ort i Iran.   Den ligger i provinsen Khuzestan, i den centrala delen av landet, 500 km sydväst om huvudstaden Teheran. Deh Sanjāb ligger 80 meter över havet och antalet invånare är 582.
Terrängen runt Deh Sanjāb är platt.Runt Deh Sanjāb är det ganska tätbefolkat, med 80 invånare per kvadratkilometer. Närmaste större samhälle är Shūshtar, 18,0 km söder om Deh Sanjāb. Trakten runt Deh Sanjāb består till största delen av jordbruksmark.